# مستندات جوجل
جوجل دوكس (بالإنجليزية: Google Docs)‏ أو مستندات جوجل هو برنامج معالجة كلمات وجداول ممتدة وعروض تقديمية مجاني يعمل على الوب مُقدم من جوجل. البرنامج يسمح للمستخدمين بإنشاء وتحرير الملفات عبر الإنترنت بالتشارك مع مستخدمين آخرين في نفس الوقت. جوجل دوكس يجمع بين خصائص خدمتي معالجة الكلمات والجداول الممتدة والتي تم دمجهما في منتج واحدة في 10 أكتوبر ، 2006. تم إطلاق منتج ثالث للعروض التقديمية متضمناً تكنولوحيا صُممت من قبل أنظمة تونيك في 17 سبتمبر ، 2007.

## التاريخ
نشأ مُحرر مستندات جوجل من ريتلي، وهو معالج نصوص على الويب تم إنشاؤه بواسطة شركة البرمجيات أبستارتل وتم إطلاقه في أغسطس 2005. بدأت كتجربة قام بها المبرمجون سام شيلاس وستيف نيومان وكلوديا كاربنتر، حيث جربوا تقنية أجاكس الجديدة في البرمجة في ذلك الوقت وخاصية "المحتوى القابل للتحرير" الخاصة بلغة توصيف النص الفائق. في 9 مارس 2006، أعلنت جوجل أنها استحوذت على أبستارتل. في يوليو 2009، أسقطت جوجل حالة الاختبار التجريبي من محرر مستندات جوجل. في مارس 2010، استحوذت جوجل على دوكفيرس، وهي شركة تعاون عبر الإنترنت للمستندات. سمح دوكفيرس بتعاون العديد من المستخدمين عبر الإنترنت على مستندات مايكروسوفت وورد، بالإضافة إلى تنسيقات مايكروسوفت أوفيس الأخرى، مثل مايكروسوفت إكسل ومايكروسوفت باوربوينت. تم الإعلان عن التحسينات المستندة إلى دوكفيرس ونشرها في أبريل 2010. في يونيو 2012، استحوذت جوجل على كويك أوفيس، وهي مجموعة إنتاجية مجانية مملوكة لأجهزة الجوال. في أكتوبر 2012، أعادت جوجل تسمية منتجات جوجل درايف وأصبحت مستندات جوجل محرّر مستندات جوجل. في الوقت نفسه، تم إطلاق إصدارات تطبيقات جوجل كروم من جوجل دوكس وجوجل شيت وجوجل سلايدز، والتي قدمت اختصارات للخدمة في صفحة علامة التبويب الجديدة في كروم. في فبراير 2019، أعلنت جوجل عن اقتراحات نحوية في المستندات، لتوسيع التدقيق الإملائي باستخدام تقنيات الترجمة الآلية للمساعدة في اكتشاف الأخطاء النحوية الصعبة. في مارس 2023، قدم جوجل دوكس، جنبًا إلى جنب مع سلايدز وشيت، مظهرًا جديدًا لواجهة المستخدم.

## وصلات خارجية
- جوجل دوكس
- Official Google Docs Blog on بلوغر
- Video: Collaboration in Google Docs على يوتيوب